# Вопрос о внешности и национальной принадлежности Иисуса Христа

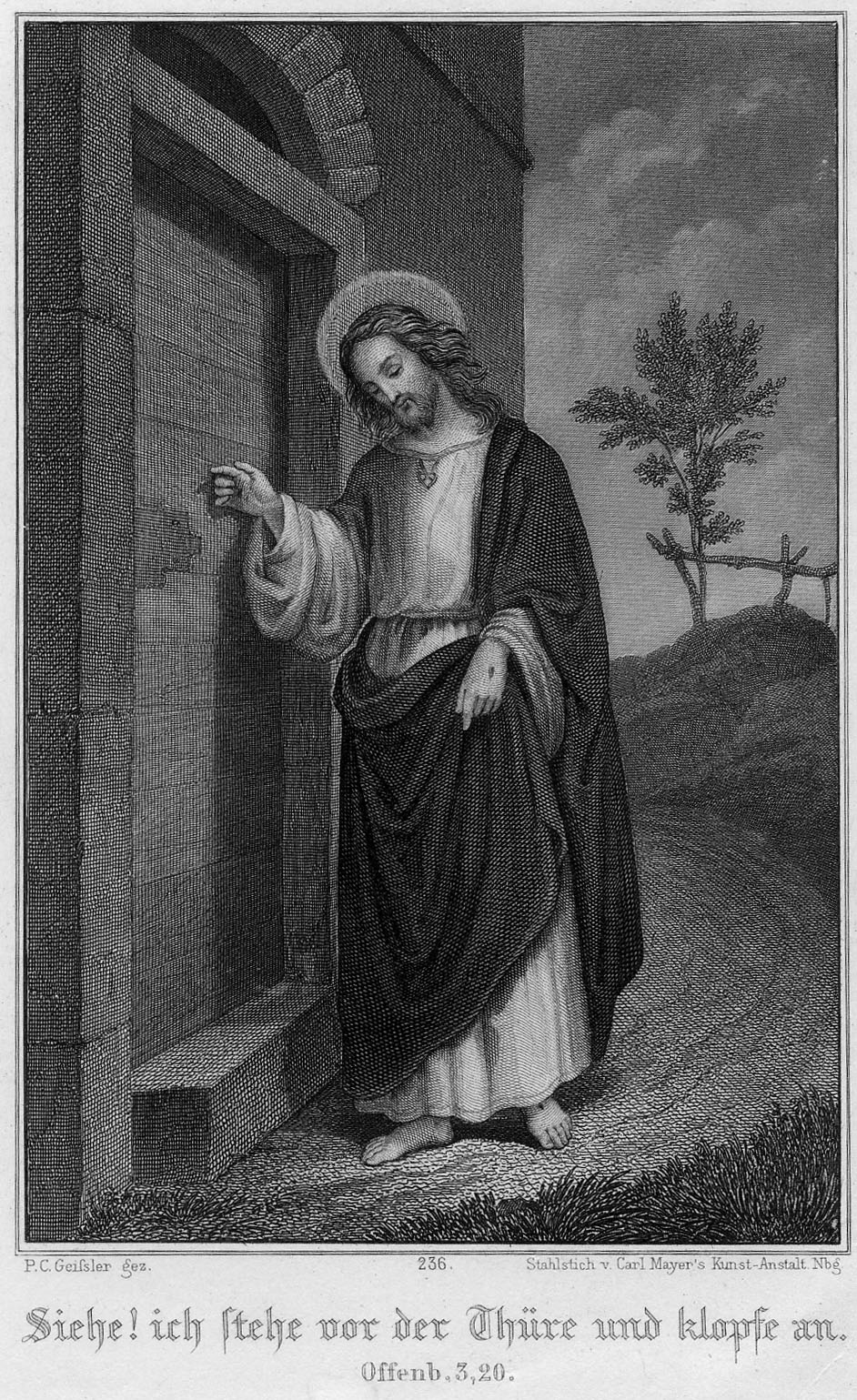
Стереотипное представление Иисуса в западной культуре, немецкая гравюра.

Внешность и национальная принадлежность Иисуса Христа — вопрос, возникший фактически с начала существования раннего христианства, так как в Новом Завете отсутствует описание физической внешности Иисуса до его смерти.
Несмотря на отсутствие прямых библейских или исторических справок, начиная с II века вопрос о расовой принадлежности Иисуса остаётся всё ещё актуальным и подвергается дебатам. В Средние века ряд документов неизвестного или сомнительного происхождения давали подробное описание о происхождении Иисуса, однако сейчас они признаны мистификациями. Многие люди имеют представление об Иисусе на основе церковных изображений, а именно как о белокожем красивом молодом мужчине с тонким, высоким телосложением и длинными каштановыми волосами и короткой бородой, однако данный образ не основывается на серьёзных исследованиях и создан на основе недостоверных источников.
В XIX веке существовало популярное мнение, что Иисус был белым, параллельно существовала теория о его чёрном происхождении. Однако в основном подобные теории были субъективными, основанными на культурных стереотипах и социальных тенденциях, а не на научных и исторических исследованиях. В течение 2000 лет разными культурами было создано множество изображений Иисуса, чей облик зависел от культурных условий, политических обстоятельств и богословского контекста. В наше время не существует никакого общего научного соглашения об этнической принадлежности Иисуса, однако по наиболее популярной и признанной теории, Иисус был евреем.

## Библейские источники

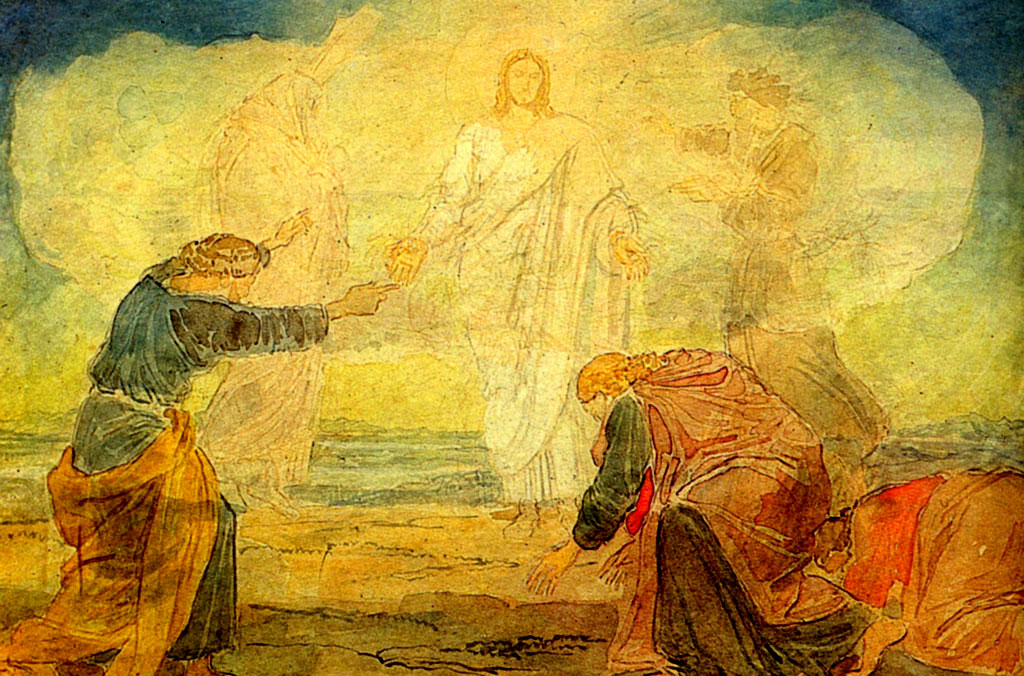
Вознесение Христа
Александр Иванов, XIX век

В Новом Завете отсутствует какое-либо описание физической внешности Иисуса до его смерти.
В синоптических Евангелиях Иисус во время преображения описывается следующим образом: «Его лик светится, как солнце», — однако другие описания в Евангелии отсутствуют.
В Откровении Иоанна Богослова облик Иисуса описывается так:
«глава Его и волосы белы, как белая волна, как снег; и очи Его, как пламень огненный; и ноги Его подобны халколивану, как раскаленные в печи, и голос Его, как шум вод многих» (Откр. 1:13—15), — однако описание соответствует прославленному образу Христа после вознесения, то есть после Его смерти, а не при жизни.
В Ветхом Завете новый Мессия (Христиане верят, что это Иисус) в псалме
44:2-3 описывается как «прекраснее сынов человеческих», что также повлияло на формирование гипотезы о внешности Христа.
Когда самаритянка спросила Иисуса: как ты, будучи Иудей, просишь пить у меня, Самарянки? (Ин. 4:9), — Он не отрицал своей принадлежности к иудейской общине. Однако, в аналогичной ситуации, когда иудеи спросили Христа, не является ли Он самарянином (Ин. 8:48), Он оставил упрек незамеченным (Ин. 8:49).

## Раннее христианство и Средние века

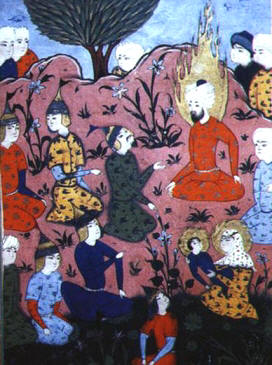
Иса (Иисус)
персидская миниатюра

Несмотря на отсутствие прямых библейских или исторических справок, начиная со второго века выдвигались различные теории о происхождении Иисуса. Например, Иустин Мученик предложил свою версию происхождения Христа, основываясь на Его родословии. Теория Иустина оставалась популярной и обсуждалась на протяжении веков. Римский антихристианский философ Цельс утверждал, что Иисус «был, как говорят, малый ростом, имел неприятный вид».
Отцы Церкви Иероним Стридонский и Аврелий Августин указывали, что Иисус должен был иметь идеальное тело и прекрасное лицо. Августин утверждал, что Иисус был прекрасным, как дитя, прекрасным на земле и на небесах. Эту идею в XIII веке развил философ Фома Аквинский, в своей работе Сумма теологии утверждая, что Иисус был воплощением идеальной красоты и совершенства.
В средние века было создано множество источников-мистификаций, описывающих внешность Христа.
В IX веке монах Епифаний описывал высокую ангельскую фигуру, которую в разные времена интерпретировали как Христа, однако учёные опровергают данное предположение.
Другие недостоверные источники включают в себя сведения из книги Арчко и письма Понтия Пилата Тиберию, где описывается облик Христа, основанный на представлениях в тот временной период
. Также в XIV веке церковный историк Никифор Каллист Ксанфопул, ссылаясь на неизвестные античные источники, описывал Иисуса как высокого красивого человека с волнистыми длинными волосами. Данный образ стал основой для многочисленных церковных изображений.
Исламские хадисы VIII—IX века описывают Иисуса как красного (красный цвет кожи может означать смуглый цвет с красноватым оттенком, а также может быть эвфемизмом, который обозначает светлокожих людей), в другом Хадисе Иисус описывается с чёрно-коричневой кожей (перс. آدَمُ‎).

## Возникновение расовых теорий

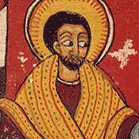
Чёрный Иисус, Эфиопия

Известный историк Колин Кидд в своей работе «The forging of races» (Ковка рас) описывает, что расовые теории о происхождении библейских персонажей обусловлены культурными стереотипами и тенденциями, но ни в коем случае не научными исследованиями. Существует множество теорий о расовой принадлежности Иисуса, начиная с нордической, заканчивая негритянской. Среди учёных по-прежнему нет общего согласия относительно происхождения Христа. Библеист Кэйн Хоуп утверждает, что Иисусу присуща некая универсальность, которая выходит за рамки национальности.
Среди учёных нет чёткого согласия в вопросе об этническом происхождении Иисуса, но, по наиболее популярной теории, он был евреем. Существует предположение, что Иисус был галилеянином, представителем этнической группы, образованной из нескольких народностей. По одной маргинальной версии он был ассирийцем. В Новом Завете Иисус называл себя израильтянином, сподвижники Иисуса называли его израильтянином, галилеянином или назаретянином. Не-евреи, в частности римляне, называли Иисуса евреем/иудеем. 

### Маргинальные теории
В течение нескольких последних веков возникало множество теорий о происхождении Иисуса, не имеющих, как правило, отношения к признанной исторической точке зрения. Возникла так называемая закономерность, когда какое-либо национально-христианское движение могло придавать Иисусу черты своей культуры или даже причисляло к своему народу, как это было, например, с европейцами в XIX веке или африканцами и индейцами в XX веке. При этом биография Иисуса намеренно искажалась или даже дискредитировалась, чтобы оправдывать маргинальные теории.
В XIX веке была популярна теория об «арийском» происхождении Иисуса, а позже и отрицание его еврейского происхождения, в частности среди нацистских теологов. Мэдисон Грант утверждал, что Иисус принадлежал к «индоевропейской расе». Стюарт Чемберлен выдвинул предположение об индо-ирано-германском происхождении Христа. Сторонники «арийского» происхождения также утверждали, что если Иисус по религии и был иудеем, то он всё равно не принадлежал к «еврейской расе». Основным аргументом для их гипотезы выступал тот факт, что исторический регион Галилея якобы заселялся «арийскими» народами, однако это утверждение не нашло научной поддержки.
В XX веке свою популярность стала набирать противоположная теория, согласно которой Иисус был чёрным, однако не принадлежал к какой-либо определённой африканской народности, а также что первые евреи, Иаков и его дети, были первоначально чёрными. Идея о том, что Иса (Иисус), как и остальные пророки, был чёрным, является неотъемлемой частью идеологии негритянской религиозной секты Нация ислама.
Мартин Лютер Кинг был сторонником гипотезы о «Чёрном Христе» и ставил параллель между борьбой Христа против авторитетов того времени и борьбой афроамериканцев в южных частях Соединенных Штатов за свои права. Однажды он даже публично спросил у белых церковных лидеров, почему они не оказывают поддержку в борьбе за расовое равенство негров. Во многих случаях данная теория была политическим рычагом, чтобы отождествлять Иисуса с чёрными в борьбе против господства белых, хотя политический деятель Альберт Клидж высказывал утверждения об этническом чёрном происхождении Христа. Версия о чёрном Иисусе исторически существовала в Эфиопии, одной из первых христианских стран, однако не носила под собой политический или общественный характер, а являлась одной из особенностей эфиопской иконописи, хотя Иисуса и библейских персонажей могли изображать белыми или чёрными. Немногим позже популярность стала набирать идея о том, что Иисус был индейцем. На фоне национально-освободительных движений коренных народов Америки ряд индейских организаций в открытую продвигал идею индейского происхождения Иисуса, хотя и задолго до этого в посёлках с преимущественно индейским населением в церквях ставили иконы с изображениями Марии и Иисуса, обладающих индейскими чертами лица и одеждой.
Недавно возникла ещё одна, более нестандартная теория, а именно, что Иисус был китайцем. Главным поводом послужило то, что история и смерть Иисуса во многом схожа с историей китайского пророка Ин Ли, жившего за 500 лет до Христа. Это послужило поводом для некоторых историков предположить, что Ин Ли и Иисус были одним лицом. Среди радикальных корейских христиан (в Корее достаточно широко распространено христианство) существует также теория о корейском происхождении Иисуса и заговоре западного мира с целью украсть себе наследие Христа.
На западной Украине возникла теория об украинском происхождении Иисуса и других известных религиозных деятелей. Идеология де-факто повторяет арийскую теорию, популярную в германских государствах в XIX веке, в которых на фоне широких антисемитских настроений отрицалось еврейское происхождение Христа. В частности, сторонники украинского Иисуса утверждают, что он родился в Галилее, которая на деле является искажённым словом Галичина. Теория стала массово популяризироваться в 90-х годах после публикации эссе-романа беллетриста Юрия Каныгина «Путь Ариев». В то же время она подверглась жёсткой критике со стороны православной церкви. Позже теории публиковались в украинских газетах, в частности в газете Верховной Рады «Голос Украины», и учёным Валерием Бебиком. Американский публицист украинского происхождения Михаэль Дорфман предполагает, что теория зародилась в условиях оккупации Украины нацистской Германией и оказания помощи нацистскими войсками православным священникам. Редакция Корреспондент причисляет теорию к одной из самых ярких фальсификаций украинской истории.
Национально-христианские движения в других странах восточной Европы тоже склонны придавать Иисусу черты своей национальности и культуры; так, например, Игорь Куберский, журналист новостного портала Эхо Москвы, отметил, что в России на фоне роста национально-христианского сознания он всё чаще слышал от разных людей мнение, что Иисус является русским по материнской линии, так как имя его матери, Богородицы Марии, якобы является исконно русским именем. О похожей проблеме среди поляков высказывались журналисты из новостной газеты Выборча и 
Rzecz o prawie, отметив, что в условиях, когда современный польский национализм тесно связан с католичеством и верой в еврейский заговор, значительная часть населения продолжает верить в то, что Иисус был по национальности поляком. Польский скульптор Станислав Шукальский начиная с 1940 года посвятил большую часть своего времени изучению тайн доисторической истории человечества. Шукальский считал, что обнаружил польское происхождение различных древних мест, которые оформил в работу под названием «Проязык» (англ. Protong, пол. Macimowa), в которой утверждал о польском происхождении Иисуса.
На фоне антиизраильских протестов, проходивших с начала войны в Газе, от активистов и палестинских националистов стали звучать утверждения о том, что Иисус был палестинцем. Эти сторонники игнорируют факт того, что «Палестина» — название, данное оккупационным правительством Рима, появилось после 135 года н. э. в рамках «деевреизации» региона.

## Научные исследования

Предположительная внешность Иисуса по версии Ричарда Нива

Исследования, показываемые в документальном фильме от BBC 2001 года, предполагают, что Иисус, на основе того, что он был евреем или галилеянином, должен был иметь оливковый цвет кожи и чёрные глаза/волосы, но никак не мог быть светлокожим с каштановыми волосами, как это представлено в статуях и иконах. Некоторые американские консервативные СМИ обрушились с критикой на BBC, обвинив фильм в «пренебрежительности» к устоявшимся христианским канонам. Однако и в кругу учёных нет единого согласия о внешности Иисуса из-за отсутствия каких-либо первоисточников, описывающих его внешность, кроме согласия, что он был евреем, поэтому оценки его внешности субъективны и могут считаться лишь приближенными, но не достоверными. Позже научные каналы  BBC, France 3 и Discovery Channel объединились для изучения вероятной внешности Христа, для чего  были изучены черепа семитских народов, обитающих в I веке на территории той арены, где происходили события Нового завета. При помощи судебной антропологии было сконструировано лицо типичного семита, из которого стало ясно, что у Иисуса с высокой вероятностью было широкое лицо и крупный нос, при этом образ худощавого белого человека с длинными волосами и карими глазами крайне неправдоподобен и создан на основе европейских идеалов красоты первого тысячелетия. 
Британский эксперт Ричард Нив попытался воссоздать облик Христа, предварительно изучив строение черепов семитов из Галилеи эпохи жизни Христа и с помощью компьютеров воссоздав их внешний облик при жизни. Изучив также рисунки, созданные до написания Нового Завета, исследователи смогли определить, что глаза и волосы Иисуса были тёмными, а по еврейской традиции он носил бороду. Анализ толкования Библии показал, что волосы у Иисуса были не длинными, а короткими и курчавыми. Также в пользу данного факта говорит ещё один аргумент: растить волосы для мужчины той эпохи считалось бесчестием. Анализируя остатки скелетов, учёные установили, что средний семитский мужчина был ростом примерно 155 сантиметров и весил 50 килограммов. Но так как Иисус до 30 лет работал плотником, его тело должно было быть более мускулистым, а кожа загорелой. Помимо этого, он должен был выглядеть старше своих лет. Однако данную картину можно считать лишь «приближённой».

## Нерукотворные иконы и видения

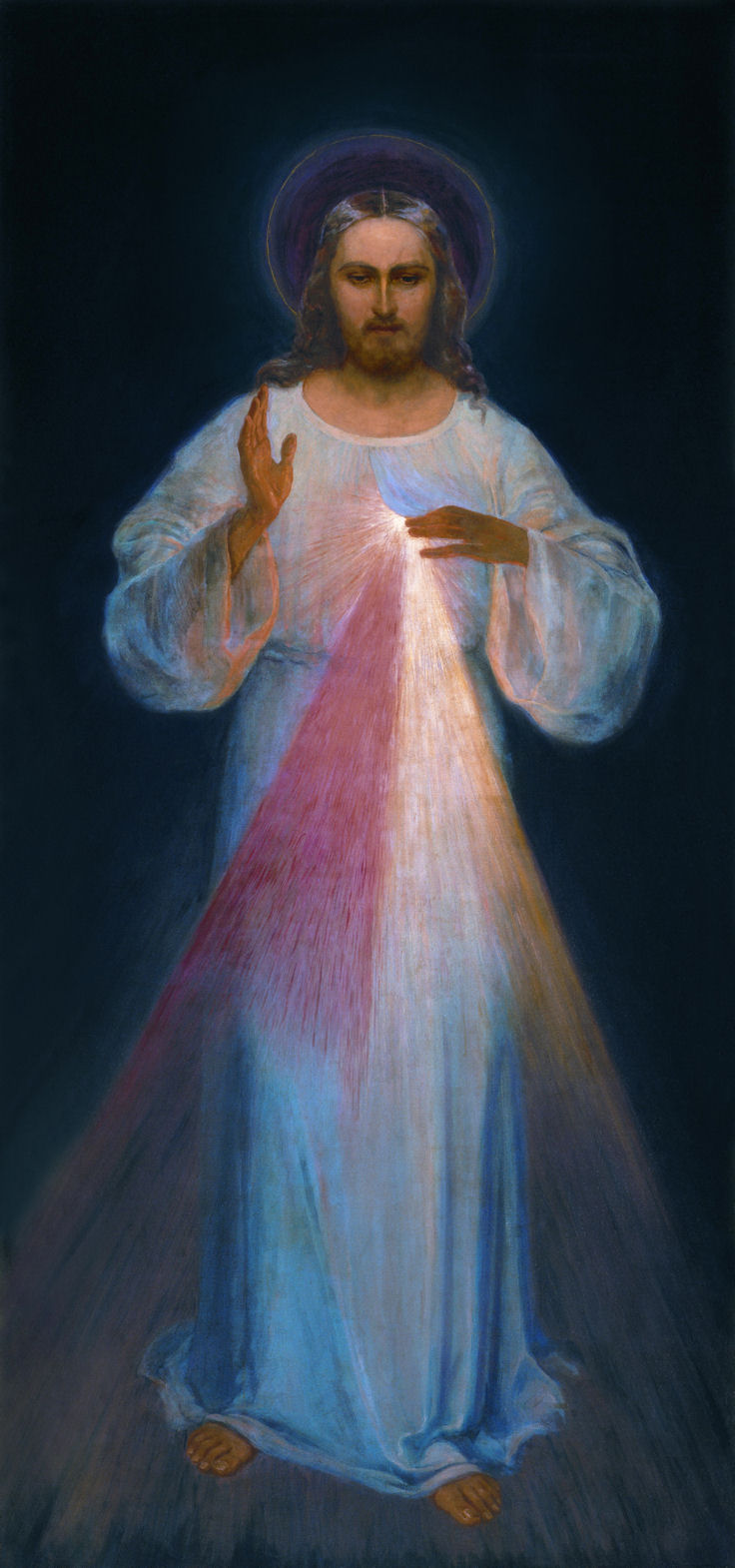
Образ Христа согласно видениям Фаустины Ковальской, 1934 год

В средние века стало появляться множество нерукотворных изображений Христа, при этом их образ соответствовал представлениям той или иной культуры/времени. Наиболее известными примерами являются Спас Нерукотворный и Плат Вероники, который изображал Страсти Христовы.
Многие святые мистики утверждали, что лично видели Иисуса в своих видениях. Примечательно, что такие случаи чаще всего происходили у католиков.
В XX веке появлялись сообщения о чудесных образах Иисуса, которые вызывали общественный резонанс, например, фотография Секонда Пиа, сделанная на туринской плащанице, которая чётко изображает силуэт Иисуса. По данным на май 2010 года, чтобы увидеть «лик Христа», прибыло более 2 млн человек.
Большой популярностью пользуется образ Христа согласно видению святой Фаустины Ковальской, который она описала в своём дневнике и сделала набросок. Данный образ Христа сейчас популярен среди католиков и имеет более 100 миллионов последователей по всему миру.

## Изображение в искусстве

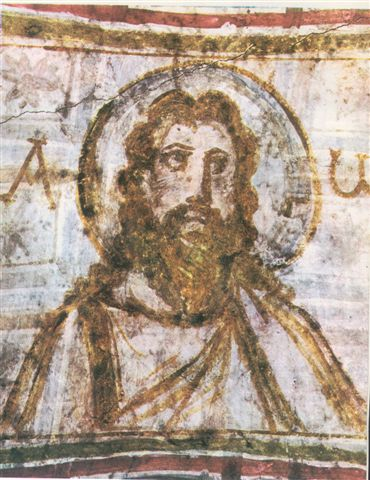
Одно из ранних изображений Христа. Фрагмент росписей римских катакомб, IV век

Несмотря на отсутствие каких-либо библейских ссылок или записей, в течение двух тысячелетий появлялись самые разные изображения Иисуса Христа, которые зависели от культурных условий, политических обстоятельств и богословского контекста той или иной страны. Самые ранние изображения Христа были созданы в Риме. Как правило, изображался молодой человек без бороды, с длинными вьющимися волосами, в окружении апостолов или римлян. Однако параллельно появлялись и греческие изображения Иисуса с бородой, что соответствовало стереотипу образа странствующего философа. Некоторые ранние изображения Христа присутствуют в синагоге Дура-Европос, однако по причине того, что иудаизм запрещает изображения Христа, их влияние на реальный образ Иисуса остается неизвестным. Христианские изображения в искусстве III и IV веков иллюстрировали в основном Новый Завет, а после принятия реформ Константина Великого в IV веке, когда христианское искусство вошло в эпоху расцвета, Иисус стал изображаться как более зрелый человек с бородой.
Изображения Страстей Христовых в V веке отразили изменения в богословском центре ранней Церкви. В VI веке по Евангелию Рабулы были созданы несколько картин с распятием Христа и воскрешением. В VI веке изображение Иисуса с бородой стало стандартом в западных и восточных регионах Рима. В течение нескольких столетий Иисус изображался с каштановыми волосами на прямой пробор и с миндалевидными глазами. Именно в этот период появились Спас Нерукотворный и плат Вероники.
К VIII веку среди христиан Рима и Константинополя начались разногласия: в то время как каждый начинающий монах в Риме был обязан нарисовать икону преображения Господня, в Константинополе иконоборцы стали отвергать иконы, отрицая их мистические и литургические аспекты, а также было распространено мнение, что иконы являются суеверием и идолопоклонничеством. Эти разногласия вылились в Византийское иконоборство, значительно ограничившее создание и распространение икон, однако к середине IX века (843 г.) оно было отменено. 
XIII век стал поворотным временем для эволюции «христианских изображений», когда на Западе стали создавать множество картин «чудес Христовых». Францисканцы подчёркивали смирение Христа, начиная с рождения до смерти и распятия. При этом они передавали целый спектр эмоций, начиная от радости в честь рождества и заканчивая мучениями и агониями во время распятия. Эти темы оказали большое культурное влияние на христианское искусство в последующие столетия.
В эпоху Ренессанса ряд художественных мастеров, таких как Джотто ди Бондоне, Фра Беато Анджелико и другие, создавали изображения Иисуса. В их картинах наблюдалась чёткая лаконичность, а Иисус изображался идеалом человеческой красоты. Наиболее известным произведением того периода стала картина Леонардо да Винчи «Тайная вечеря», на которой изображён Иисус в окружении апостолов. В картине показан широкий спектр эмоций.
Некоторые люди выступали против изображений Иисуса теми или иными художниками. Например, в 1850 году на Джона Эверетта Милле было совершено нападение из-за картины «Христос в родительском доме». Злоумышленники мотивировали это тем, что им «болезненно» видеть молодого спасителя рыжим еврейским мальчиком.
Первое появление Иисуса в кинематографе произошло в 1887 году в пятиминутном фильме La Passion du Christ, выпущенном в Париже. В поздних фильмах Иисус изображался с бородой и типичной внешностью, заданной в картинах эпохи Ренессанса.
В высокобюджетном фильме «Страсти Христовы» Джеймсу Кэвизелу — актёру, игравшему роль Иисуса Христа — приделали протез на нос, сделав его более «еврейским», и с помощью компьютерной графики изменили светлый цвет его глаз на карий. По словам дизайнера Мили Тевеса, он хотел подчеркнуть ближневосточную, семитскую национальность Иисуса.

## Галерея

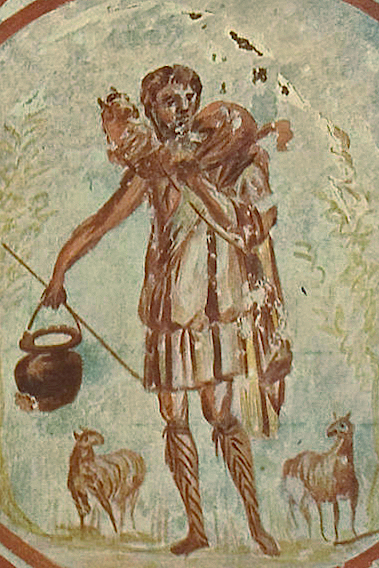
Одно из самых ранних изображений Иисуса, III век.
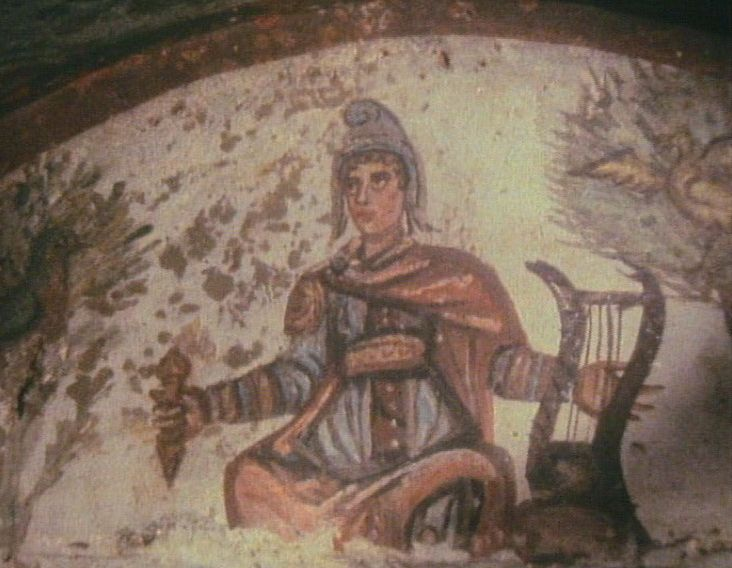
Иисус, римские катакомбы, IV век
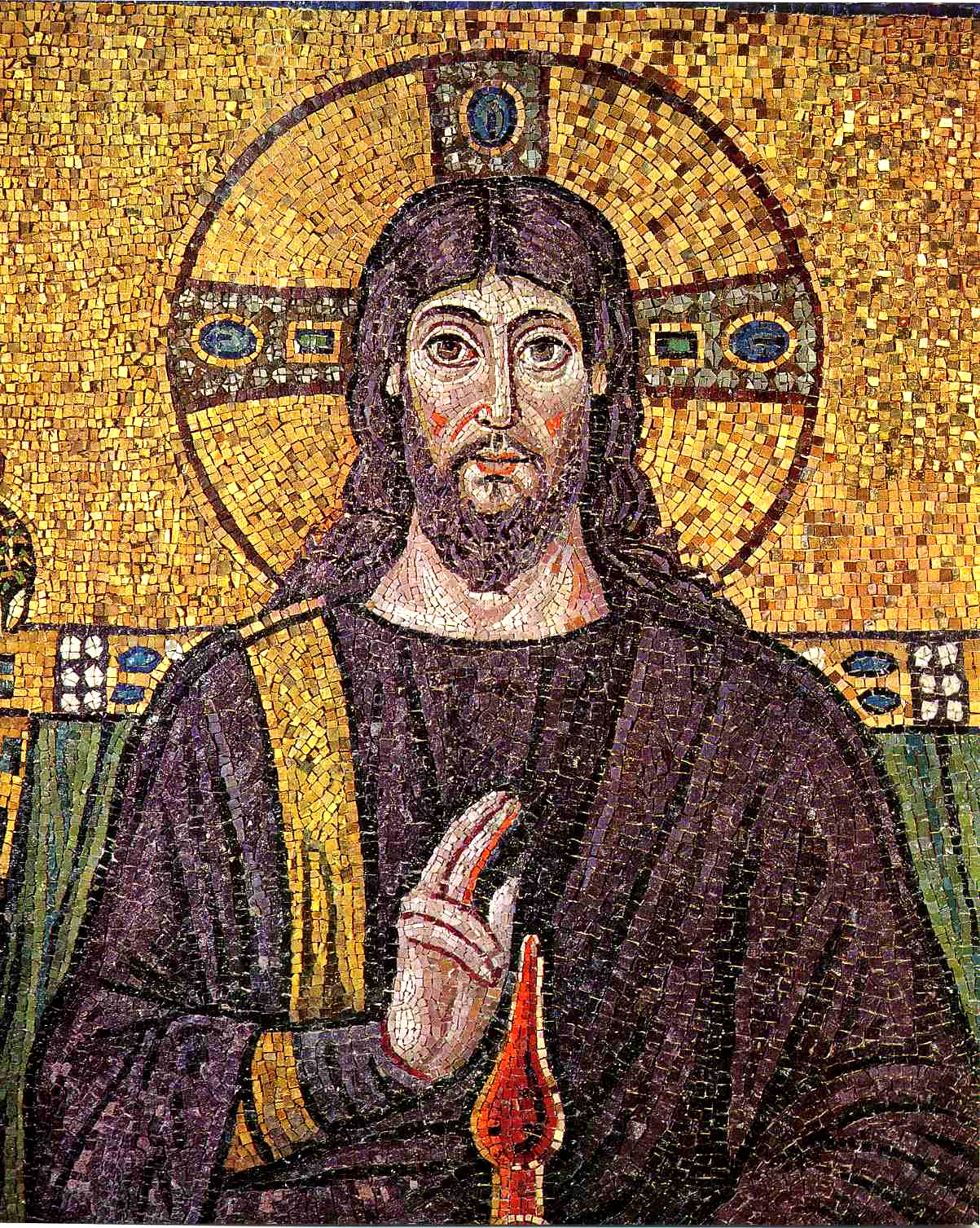
Базилика V века, Сант-Аполлинаре-Нуово, Италия
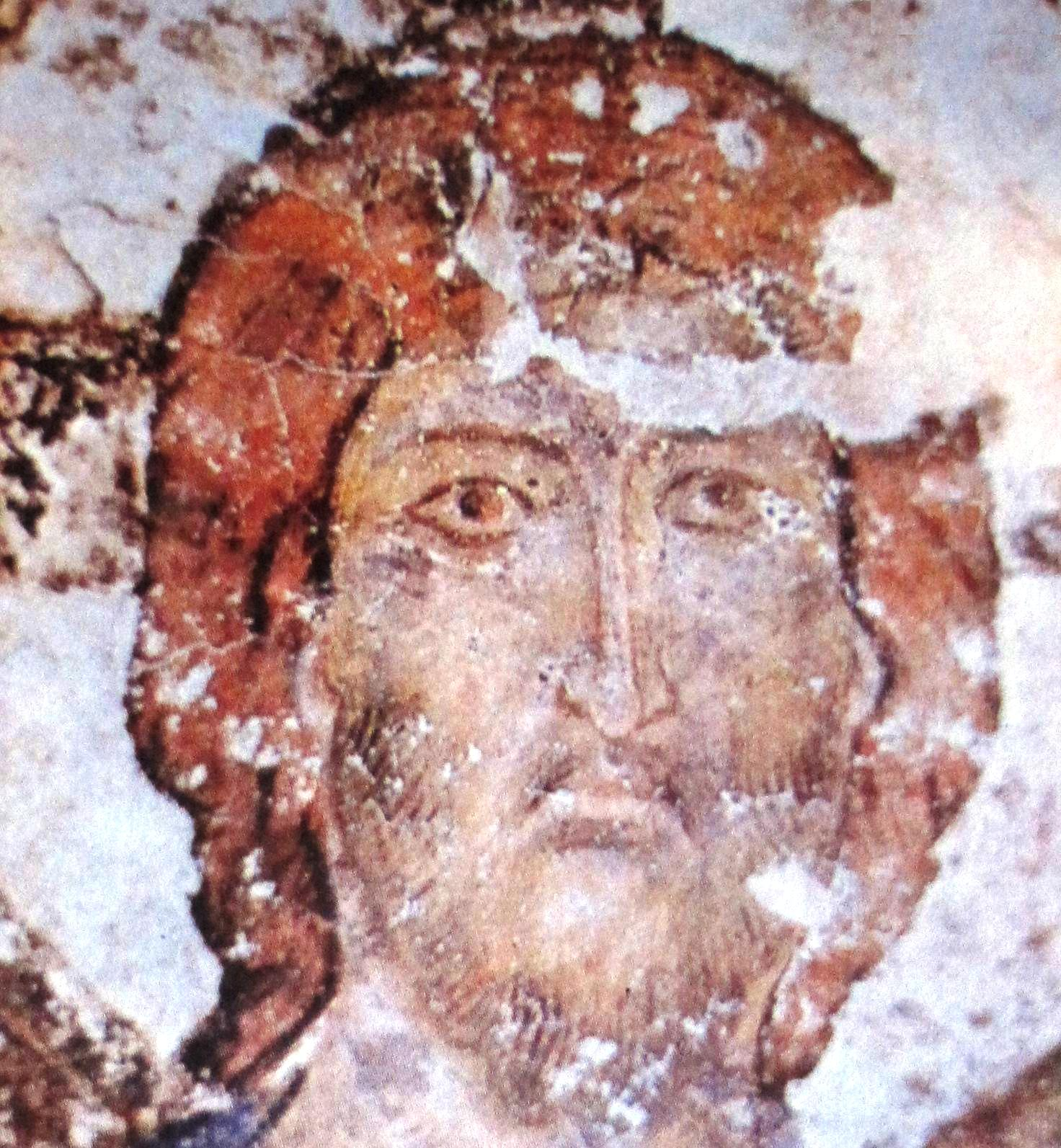
Фреска XII века из монастыря Вардзиа, Грузия.
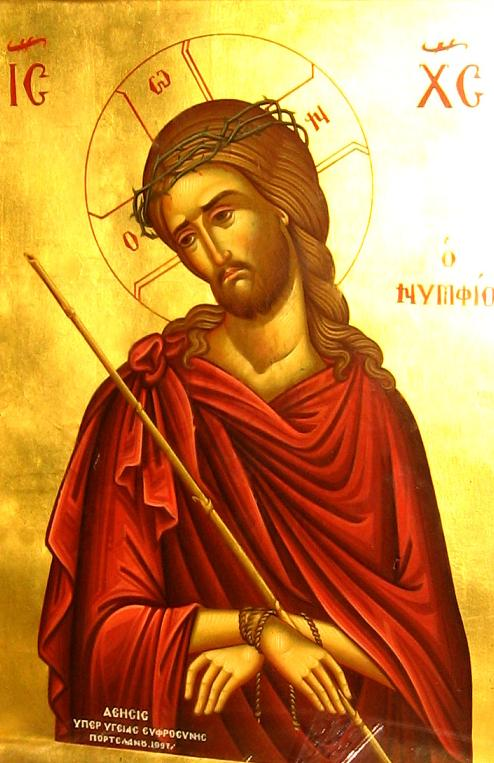
Православная икона из Голгофы, Иерусалим
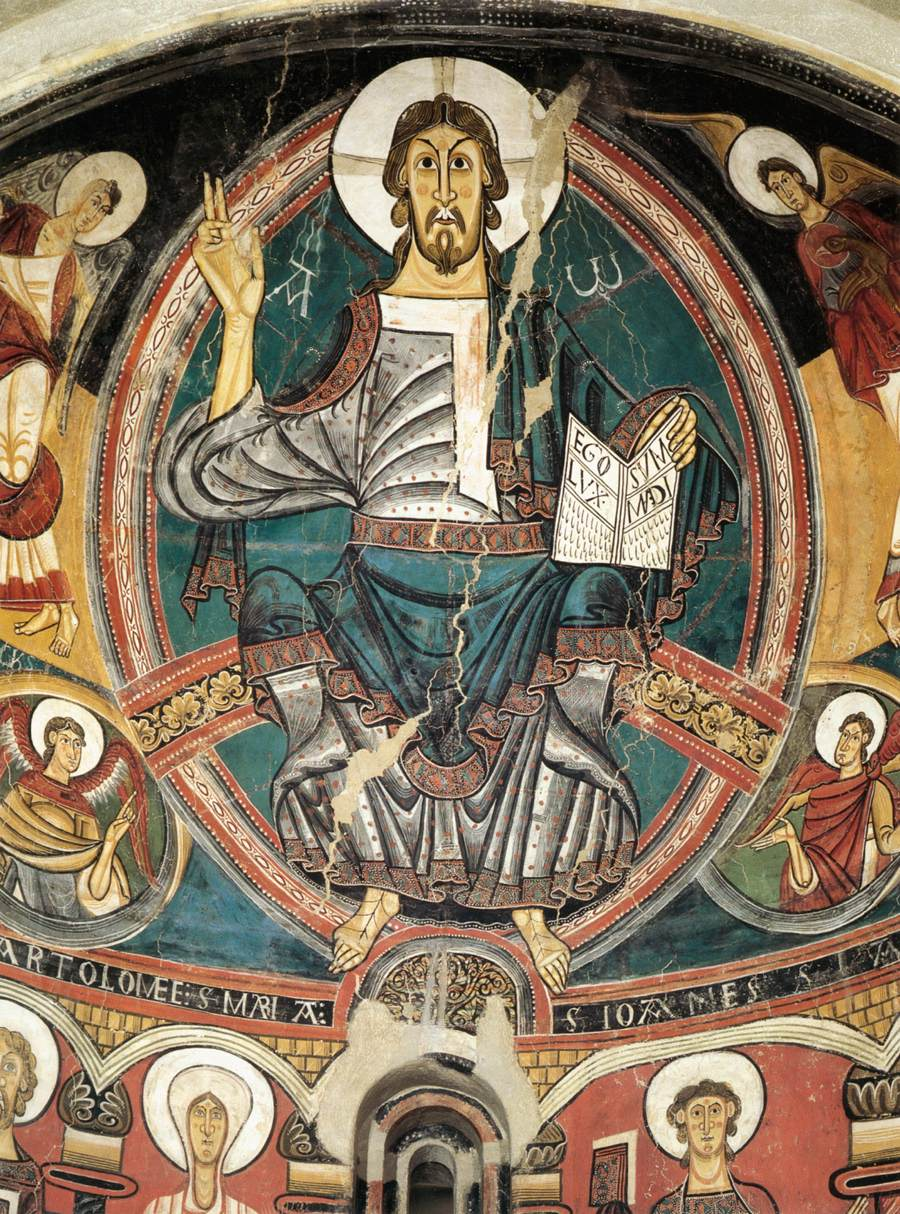
Фреска 1100—1150 года, Каталония
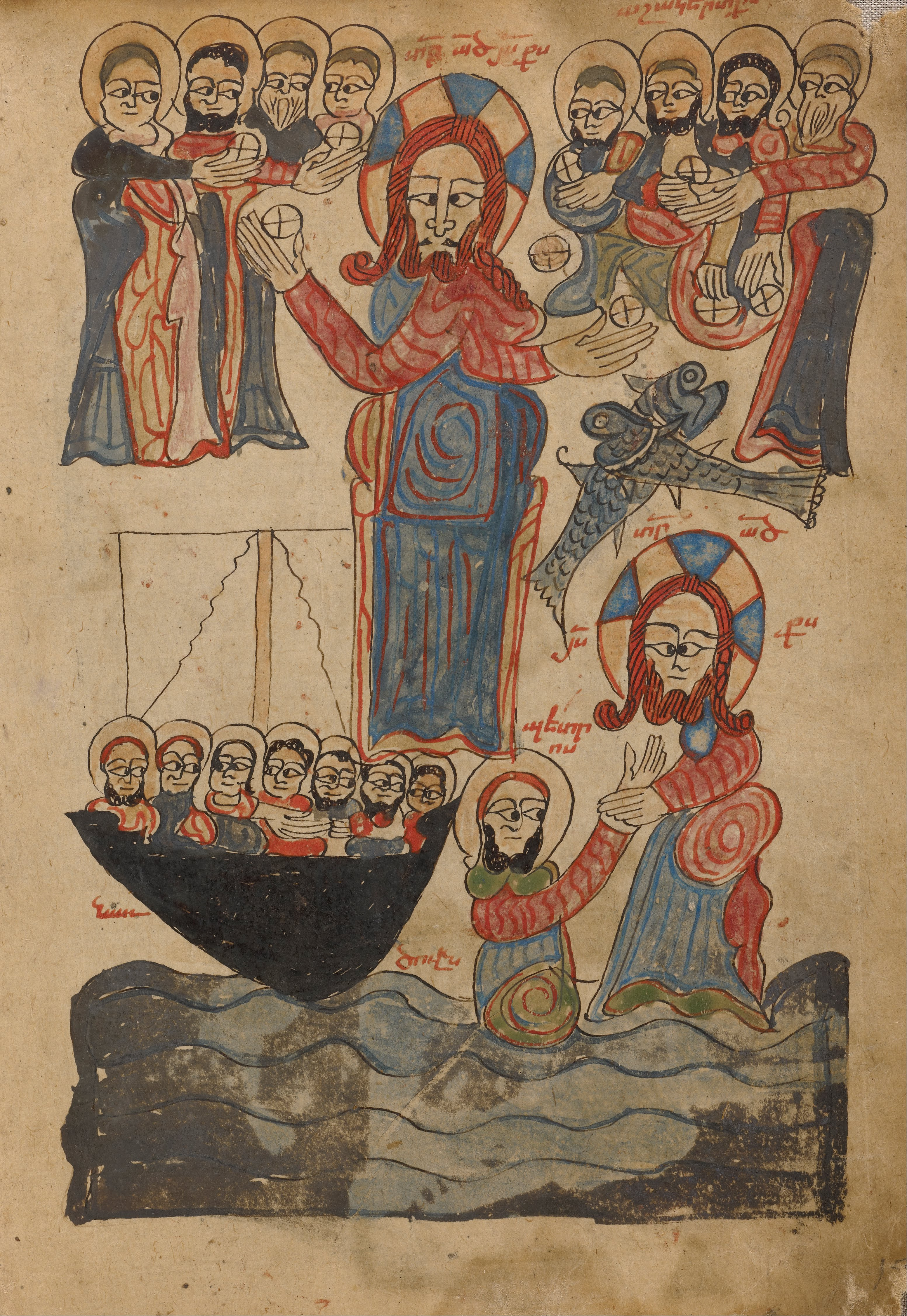
Иисус ходит на воде, 1386 год, армянская гравюра.
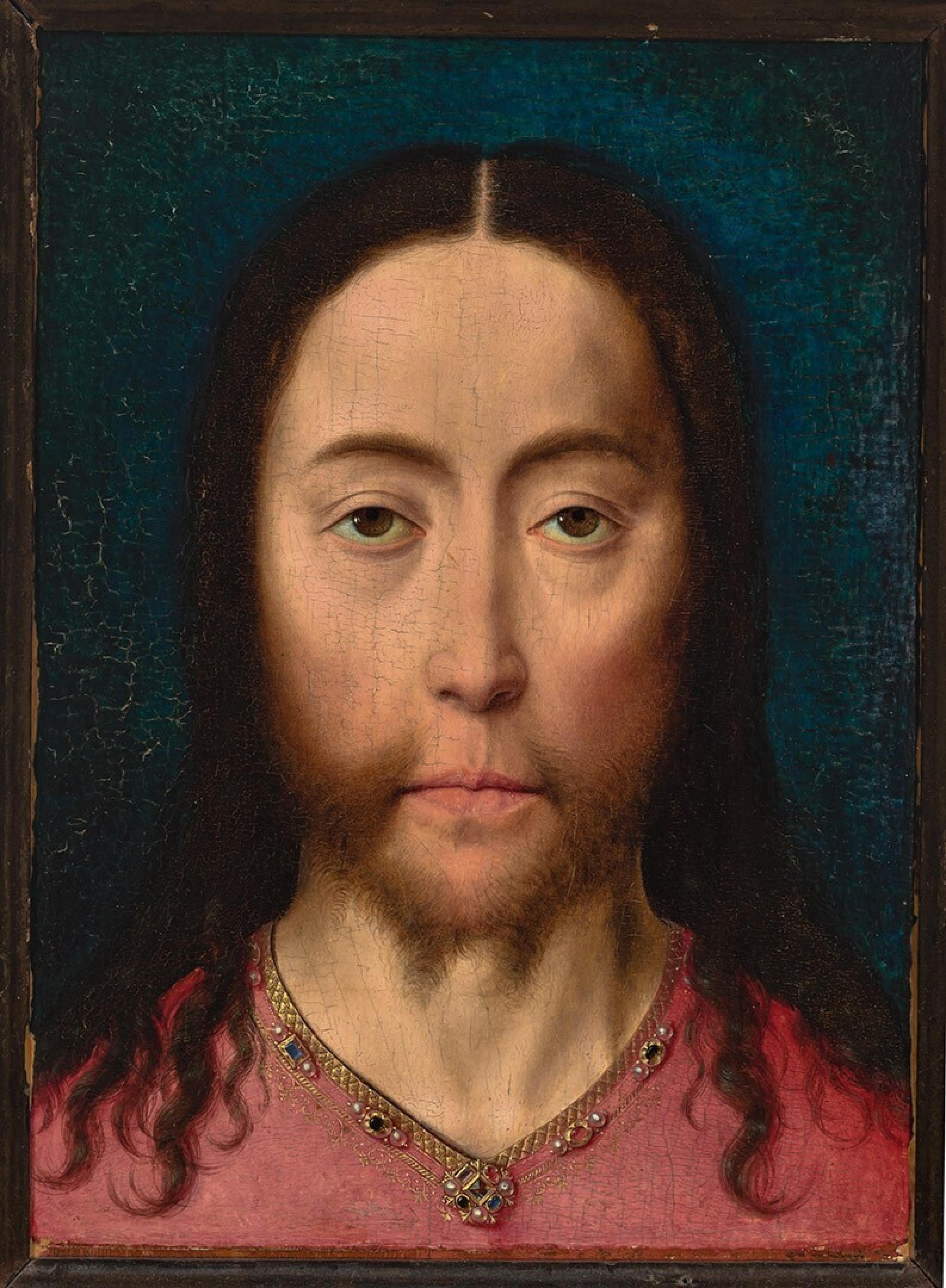
Иисус, Дирк Баутс, 1463—1465 годы
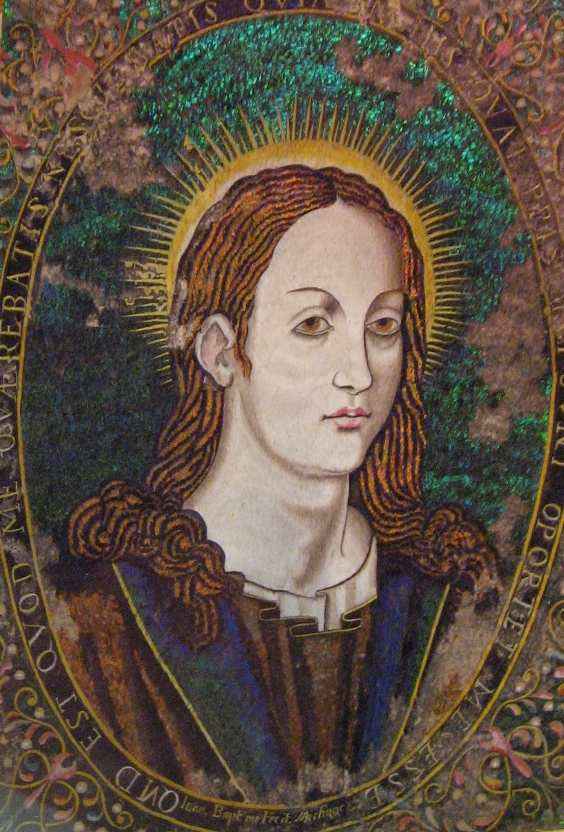
Изображение Христа, Жуан Баптиста, 1550—1580 годы, Хофбург
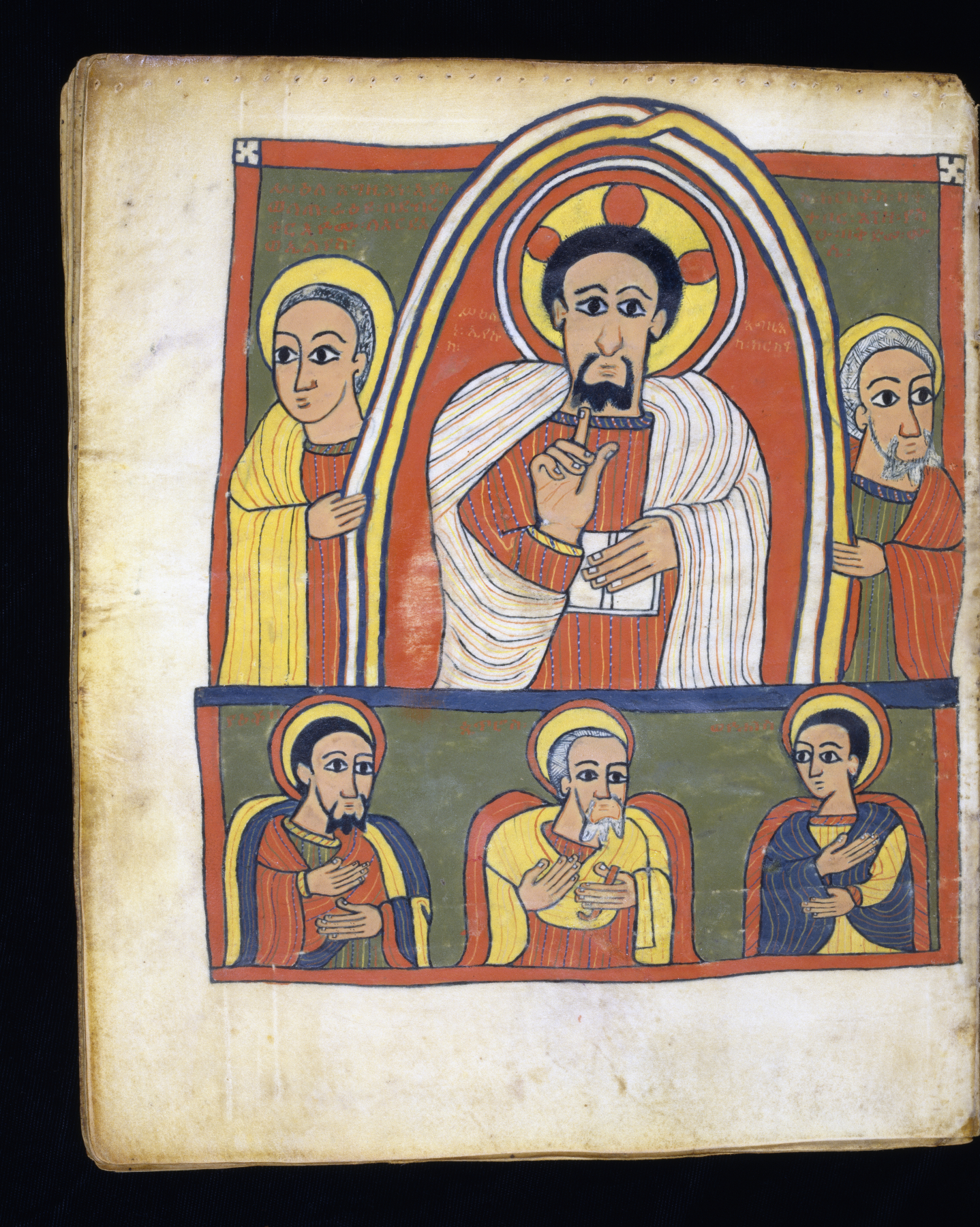
Изображение Иисуса, Эфиопское Евангелие.
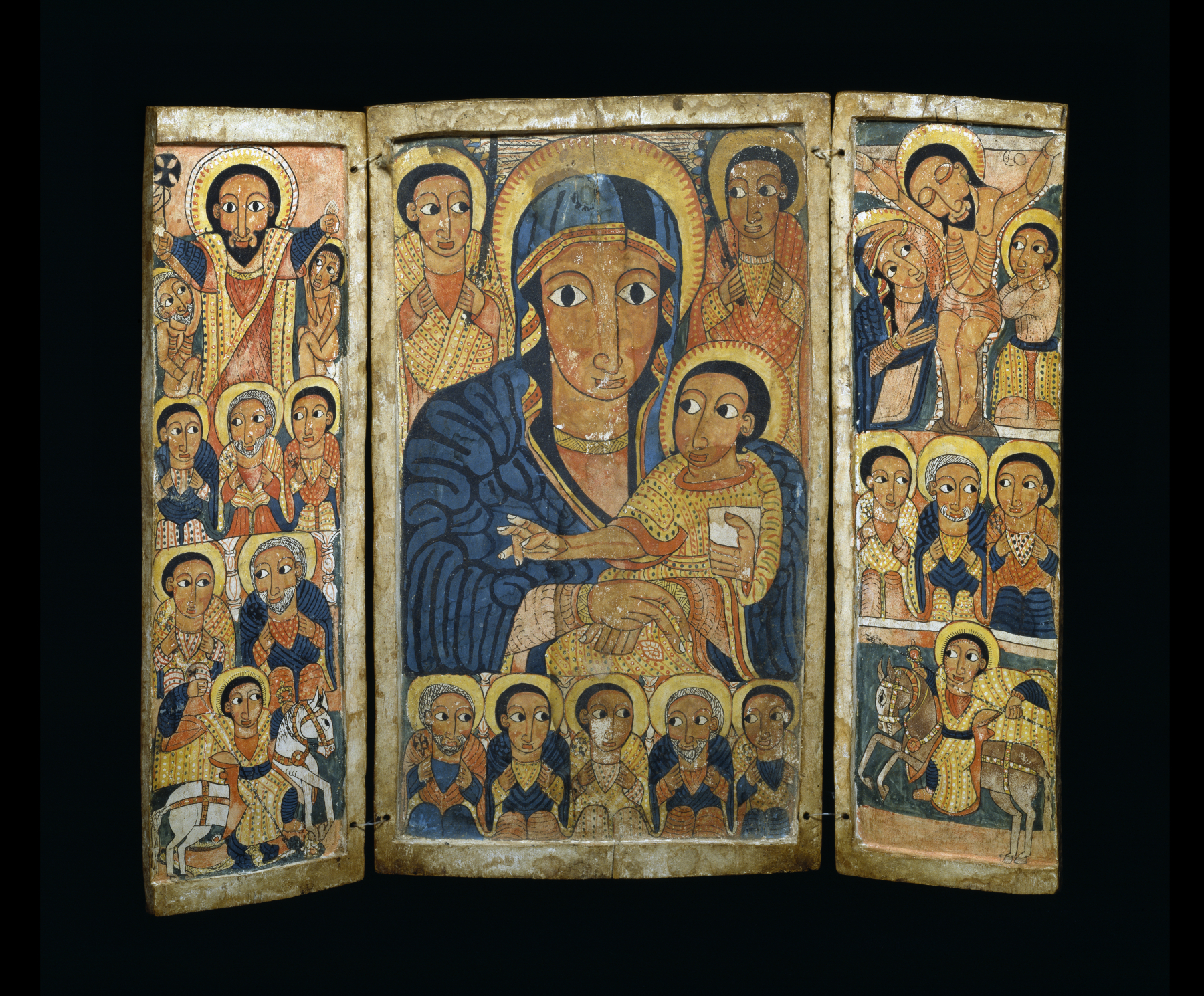
Богородица и Иисус, Эфиопская икона.
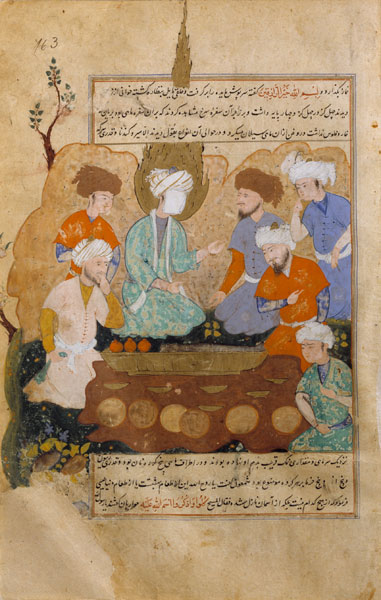
Иса (Иисус) приносит еду для учеников-апостолов.
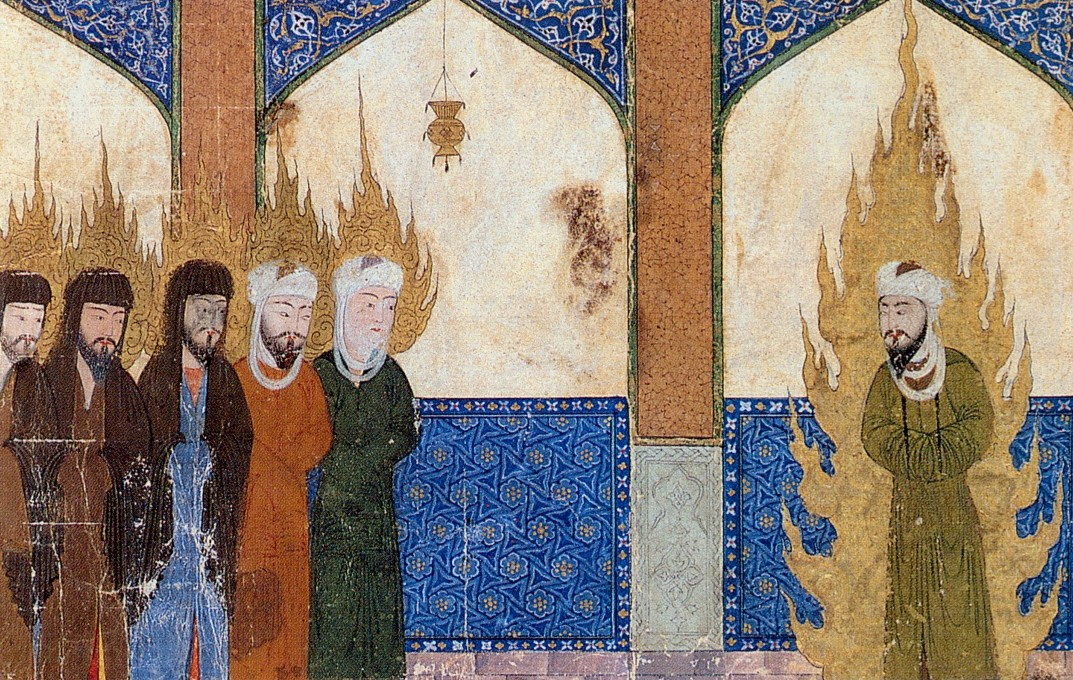
Мухаммед ведёт Авраама, Моисея и Иисуса, персидская гравюра
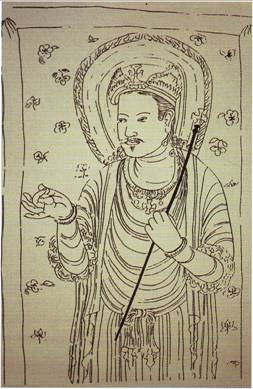
Иисус, китайская гравюра эпохи династии Тан
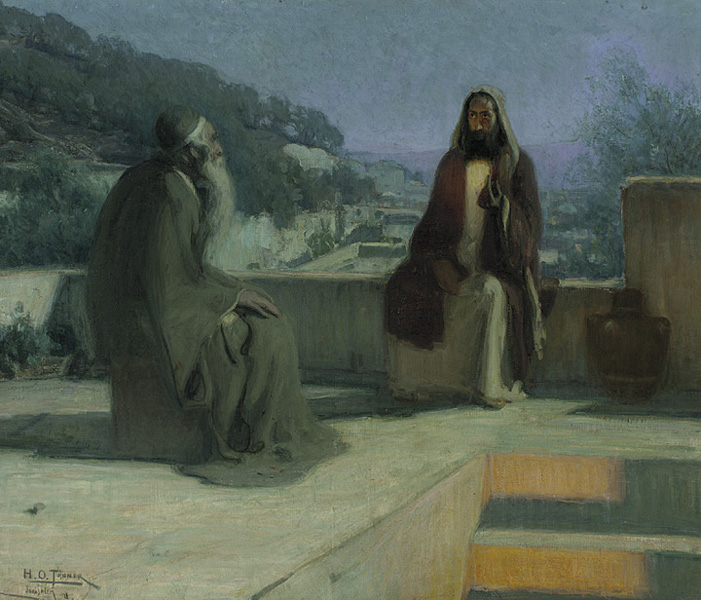
Темнокожий Иисус с Никодимом, Генри Оссава, 1899 год.
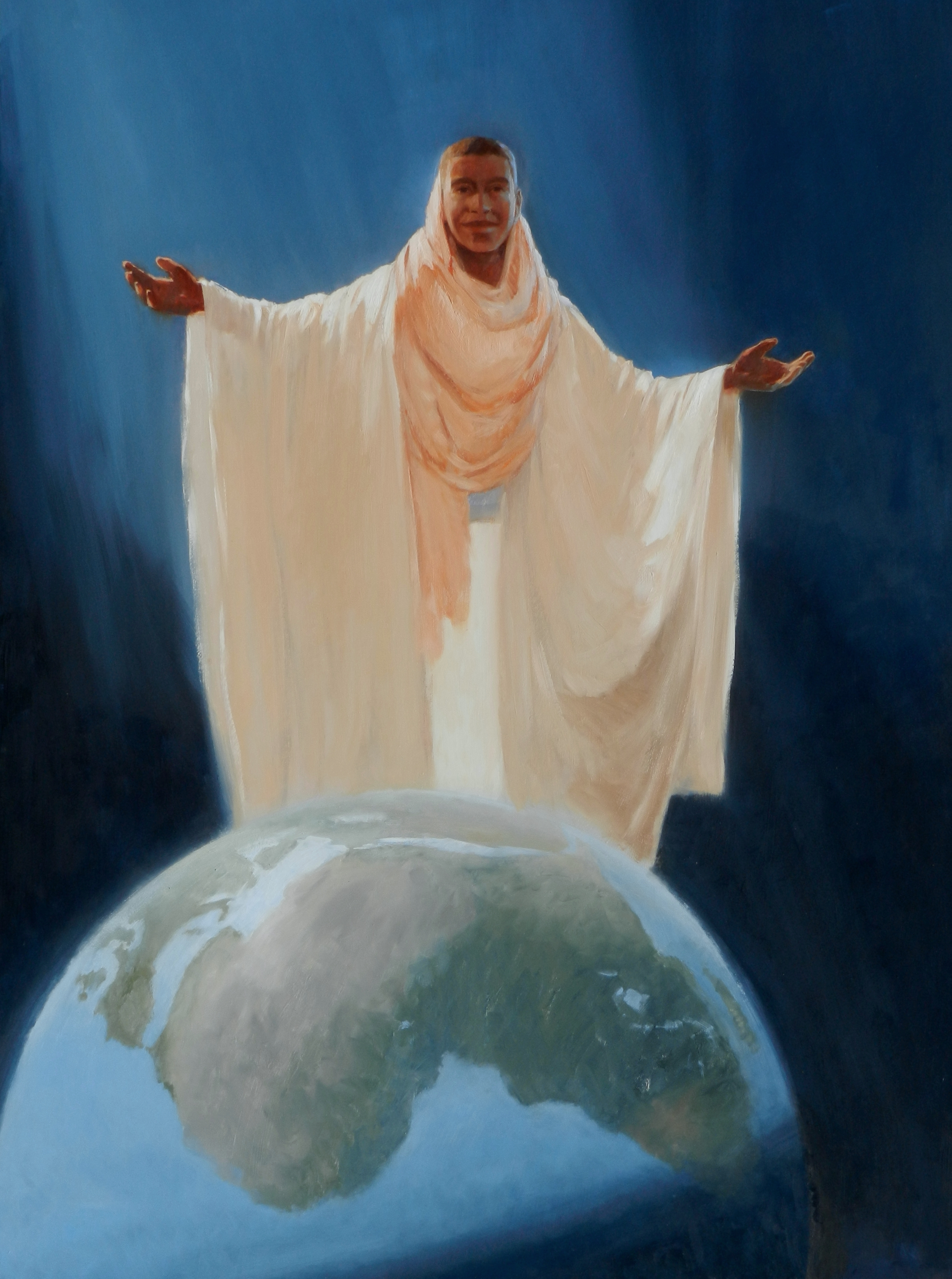
Темнокожий Иисус